# Кожино (Лысковский район)
Ко́жино — деревня в Лысковском районе Нижегородской области. Входит в состав Кисловского сельсовета.

## География
Деревня расположена на правобережье Волги, в 75 км к юго-востоку от Нижнего Новгорода. Деревня Кожино находится в лесу, на правом берегу реки Кирилки (левого притока Сундовика).

## История
Деревня упоминается с конца XVI века. Название связывают с именем «городового прикащика Суры Кожина». С тех же времён в документах фиксируется и название Кожина оврага.
В XVIII — начале XX века деревня входила в состав Макарьевского уезда. В конце 1920-х — начале 1930-х годов в Кожине базировался колхоз «Память Ленина».
Время и обстоятельства возникновения населённого пункта достоверно неизвестны. Согласно местному объяснению, название «Кожино» происходит по фамилии Кожин-барина, ранее проживавшего здесь. Местный церковный приход находился в селе Егорьевском.
Деревня состояла из 47 дворов. В основном проживали крестьяне. У каждого хозяйства был свой земельный надел. Когда-то в Кожине была мельница, а также два маслозавода, принадлежавших Кондратьевым и Чесноковым.
В деревне было два зажиточных хозяйства, которые были раскулачены. Это хозяйства Астафьевых и Кондратьевых.
Колхоз образовался в 1930 году, он назывался «Память Ленина». Его первым председателем был Осип Петрович Чесноков.
Много семей уехало из деревни по так называемым «вербовкам» в более богатые хлебом области — например, в Саратовскую.
В Великую Отечественную войну из деревни ушли на фронт 12 человек, вернулся 1.
В настоящие время 2017 год деревня состоит из 14 домов.
В зимнее время постоянных жителей нет.
Относится к Кисловскому сельсовету.

## Население
В Кожино 14 домов, в которых живут 26 человек, при этом официально зарегистрировано трое (2020).

## Инфраструктура
Электрическое освещение в деревне Кожино отсутствовало с 2000 года. Для освещения использовались бензиновые генераторы. 8 июня 2020 года электричество в деревне было восстановлено. В деревне одна улица — Заовражная. Дорога до деревни — полевая, асфальтобетонное покрытие отсутствует. Деревня не газифицирована.